# Geltrude Righetti
Geltrude Righetti (Bologna, 26 dicembre 1789 – Bologna, 24 aprile 1862) è stata un contralto italiano. Cantò soprattutto nelle opere di Gioachino Rossini. Talvolta è designata come Giorgi Righetti o Righetti Giorgi, dato che Giorgi era il nome di suo marito.

## Biografia
Nacque a Bologna, figlia di Francesco e di Anna Gavaruzzi. Nella stessa città studiò ed ebbe il suo esordio nella primavera del 1811 al Teatro dei Felicini nell'Impegno superato, dramma giocoso di Domenico Cimarosa. 
Si sposò nel 1814 con Luigi Giorgi, allora vedovo della moglie musicista Maria Brizzi, e lasciò la carriera del canto. 
Ma con la Restaurazione, questo perse il suo posto ed ella risalì sulle scene per il Carnevale del 1816. 
È nota per essere stata la prima a interpretare il ruolo di Rosina ne Il barbiere di Siviglia nel febbraio 1816 al Teatro Argentina di Roma, che però alla prima rappresentazione (il 20 febbraio) si rivelò un fiasco. Nello stesso anno reinterpretò Rosina al teatro Contavalli di Bologna in estate e alla Pergola di Firenze in autunno. 
Il 25 gennaio 1817 fu la prima eroina de La Cenerentola, anch’essa svoltasi a Roma, stavolta al Teatro Valle. Ricordando la propria interpretazione nei suoi Cenni di una donna già cantante sopra il maestro Rossini, Righetti sostenne  che «Cenerentola non può essere cantata con pieno successo che da una persona che possieda un'estensione tutta uguale, agile e pieghevole di 18 corde. Chi non ebbe dalla natura questo dono non avvisi di cantare la parte di Cenerentola giusta la mente di Rossini».
La sua carriera fu breve, interrotta da problemi di salute nel 1820-1821. Si ritirò dal palcoscenico nel 1822 per occuparsi della figlia Anna e del figliastro Eugenio. 
Morì a Bologna nel 1862. È sepolta nella tomba di famiglia, assieme al marito e a Maria Brizzi Giorgi, nel pozzetto 295 della Sala delle Tombe del cimitero monumentale della Certosa di Bologna, ai piedi del Monumento ai martiri dell'Indipendenza.

## Scritti
Nel 1823 scrisse una risposta a un articolo di Stendhal, sotto il titolo Cenni d'una donna già cantante sopra il Maestro Rossini..., nel quale si trova una presentazione della prima de Il barbiere di Siviglia.

## Interpretazioni

### Ruoli creati
- Rosina ne Il barbiere di Siviglia di Gioacchino Rossini, al teatro Argentina di Roma,[4] il 20 febbraio 1816[2].
- Violante ne Lo sprezzatore schernito di vari autori, al teatro della Pergola di Firenze, il 22 novembre 1816[7][8].
- La Contessa Florimonda, ne Il qui pro quo di Pietro Romani, al Teatro Valle di Roma, il 26 dicembre 1816 e per carnevale[9].
- Angelina, ossia il ruolo del titolo ne La Cenerentola di Rossini, a Roma, il 25 gennaio 1817 e per il carnevale[4][10],
  - poi al teatro Sant'Agostino di Genova, per la primavera 1817[11],
  - e al Teatro Contavalli di Bologna, per l'autunno 1817[12],
  - e di nuovo alla Pergola di Firenze, a primavera 1818[13].
- Don Diego (en travesti) nella Donna Caritea regina di Spagna, dramma serio per musica, da diversi autori, al teatro di S. Agostino di Genova, il 3 gennaio 1818 e per carnevale[2][14].

### Altri
- Leonilda (soprano) nell’Impegno superato, dramma giocoso di Domenico Cimarosa, al Teatro dei Felicini di Bologna, nella primavera 1811[2]
- Isabella ne L'italiana in Algeri a Roma, dal 16 gennaio 1816, per 31 repliche[2]
  - e al teatro della Pergola di Firenze, per l'autunno 1816[15][16]
  - e di nuovo nel teatro S. Benedetto di Venezia, per il carnevale 1819[2]
  - e ancora al Comunale di Bologna nel Carnevale 1822[2]
- Desdemona nell’Otello di Rossini, al teatro degli Accademici Rinnovati di Siena, per l'estate 1817[2]
- Zerlina nel Don Giovanni di Mozart alla Pergola di Firenze, nella primavera 1818[2][17].
- Dilara nei Pitocchi fortunati di Pavesi, nel teatro S. Benedetto di Venezia, da l'11 febbraio 1819 e per il carnevale[2][18][19]
- Nel Ser Marcantonio di Pavesi, al Comunale di Bologna nel Carnevale 1822[2].